# Casey at the Bat
Casey at the Bat, är en amerikansk dikt om baseboll skriven av Ernest Thayer. Dikten publicerades första gången i San Francisco Examiner den 3 juni 1888. Den populariserades senare av DeWolf Hopper i flera vaudeville-framträdanden.
Dikten är fylld av referenser till baseball så som sporten såg ut 1888. Som lyrik är det en dikt som fångar mycket av det som är tilltalande i den amerikanska sporten, inklusive publikens inlevelse. På grund av dess relativt stora basebolljargong kan det vara en svårighet för diktöversättare. 

## Andra versioner
En månad efter den först publicerades, gavs den återigen ut men nu under namnet "Kelly at the Bat" i Sporting Times.

## Parodier
- Dikten har ofta blivit utsatt för parodier. MAD Magazine (som återpublicerade den ursprungliga versionen på 1950-talet fast med teckningar av Jack Davis) har smädat dikten multipla gånger, inklusive "'Cool' Casey at the Bat" 1960, en tolkning av dikten i en beatnikstil, med teckning av Don Martin; "Casey at the Dice" 1969, om en professionell spelare; en Edgar Allen Poe pastisch också från 1969;"Howard at the Mike," om Howard Cosell; "Clooney as the Bat", ett hån av  George Clooneys roll som Batman i Batman och Robin; och 2006 som "Barry at the Bat", som gör sig rolig över Barry Bonds påstådda involvering i BALCO-skandalen.

- En annan parodisk version utgår från Ryssland, där "Kasey" hamnar i Gulagfängelse.

## Översättningar
Det enda språket som dikten blivit översatt till är franska. Den skrevs 2007 av den franskkanadensiska lingvisten  Paul Laurendeau. På franska heter dikten Casey au bâton.